# Inverkip
Iverkip (Inbhir Chip in gaelico) è una cittadina dell'area amministrativa scozzese dell'Inverclyde, nel Regno Unito. La sua popolazione è di circa 1.598 abitanti (2004).